# Marie-Christine Marghem
Marie-Christine Marghem (Tournai, 22 maggio 1963) è un avvocato e politica belga vallone, membro del Movimento dei Cittadini per il Cambiamento. È membro della Camera dei rappresentanti dal 2003 ed è Ministro federale dell'energia, dell'ambiente e dello sviluppo sostenibile nei governi Michel I, II e Wilmès.

## Formazione e attività politica

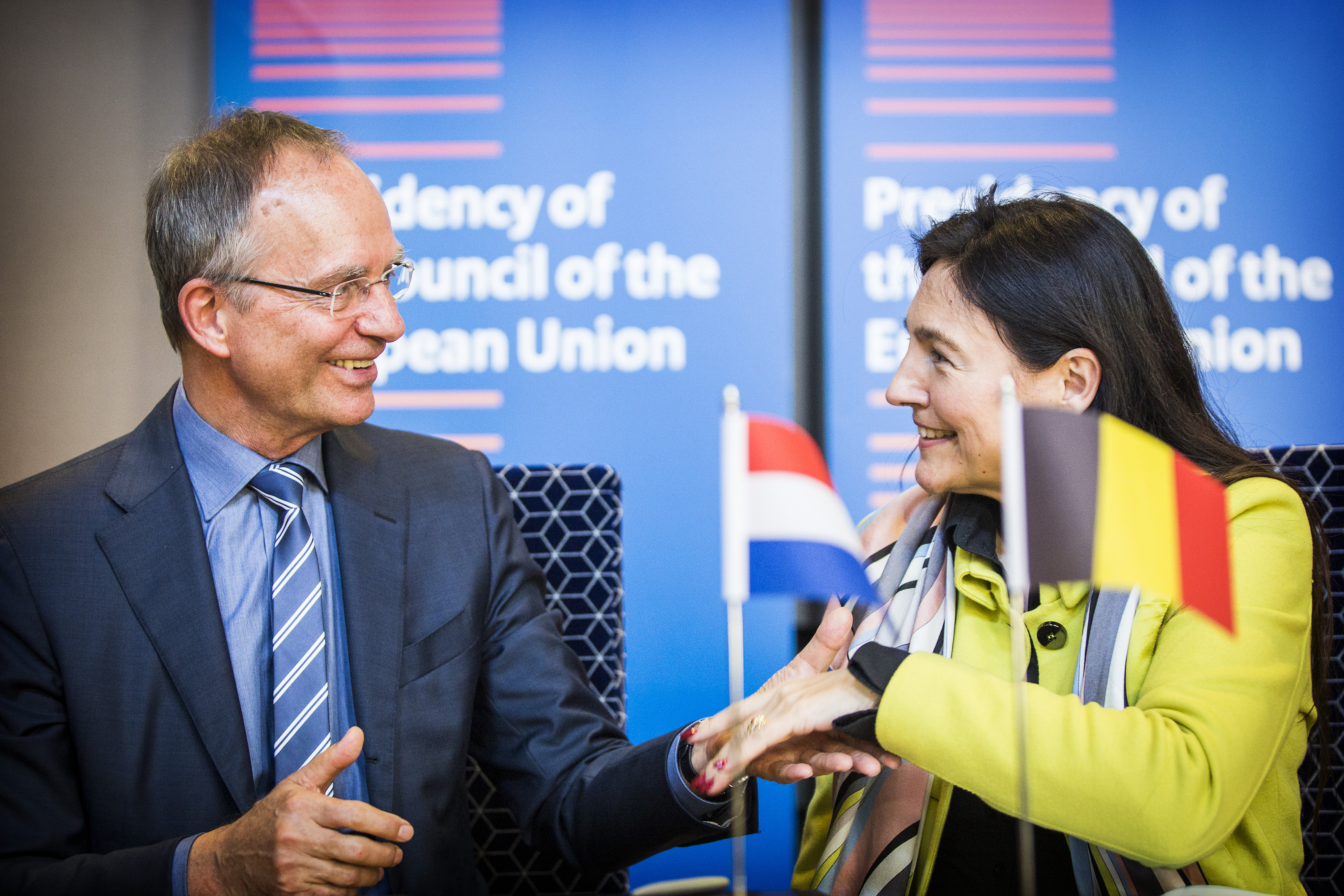
Marghem con il ministro dell'economia olandese Henk Kamp nel 2016

Laureata in giurisprudenza all'Università di Liegi e avvocato, ha iniziato la sua carriera politica comparendo nelle liste del Partito Sociale Cristiano (PSC) nelle elezioni comunali del 1994 a Tournai. Viene eletta e diventa consigliere comunale, lascia quindi il PSC quando Gérard Deprez fonda il Movimento dei Cittadini per il Cambiamento. Nell'ottobre 2006, durante le elezioni comunali, ha ottenuto un punteggio personale di 4840 voti raggiungendo il punteggio più alto dell'entità e superando il socialista Christian Massy che si è alleato con il CdH per formare una coalizione. Come parte delle sue attività parlamentari, Marie-Christine Marghem si distingue a livello nazionale per il suo lavoro nella Commissione sull'abuso sessuale e nella debacle della Banca Dexia. Nell'ottobre 2012, alle elezioni municipali, Marie-Christine Marghem ha ottenuto 7.911 voti, un punteggio notevole date le circostanze (comparsa di una lista di dissidenti e di investitura a Tournai di Rudy Demotte, Ministro-Presidente della Federazione Vallonia-Bruxelles e della Vallonia). Il Movimento Riformatore ottiene 12 posti e Marie-Christine Marghem diventa 1° consigliere comunale nel quadro di un accordo di maggioranza con il Partito Socialista.

### Membro della Camera dei rappresentanti e ministro federale

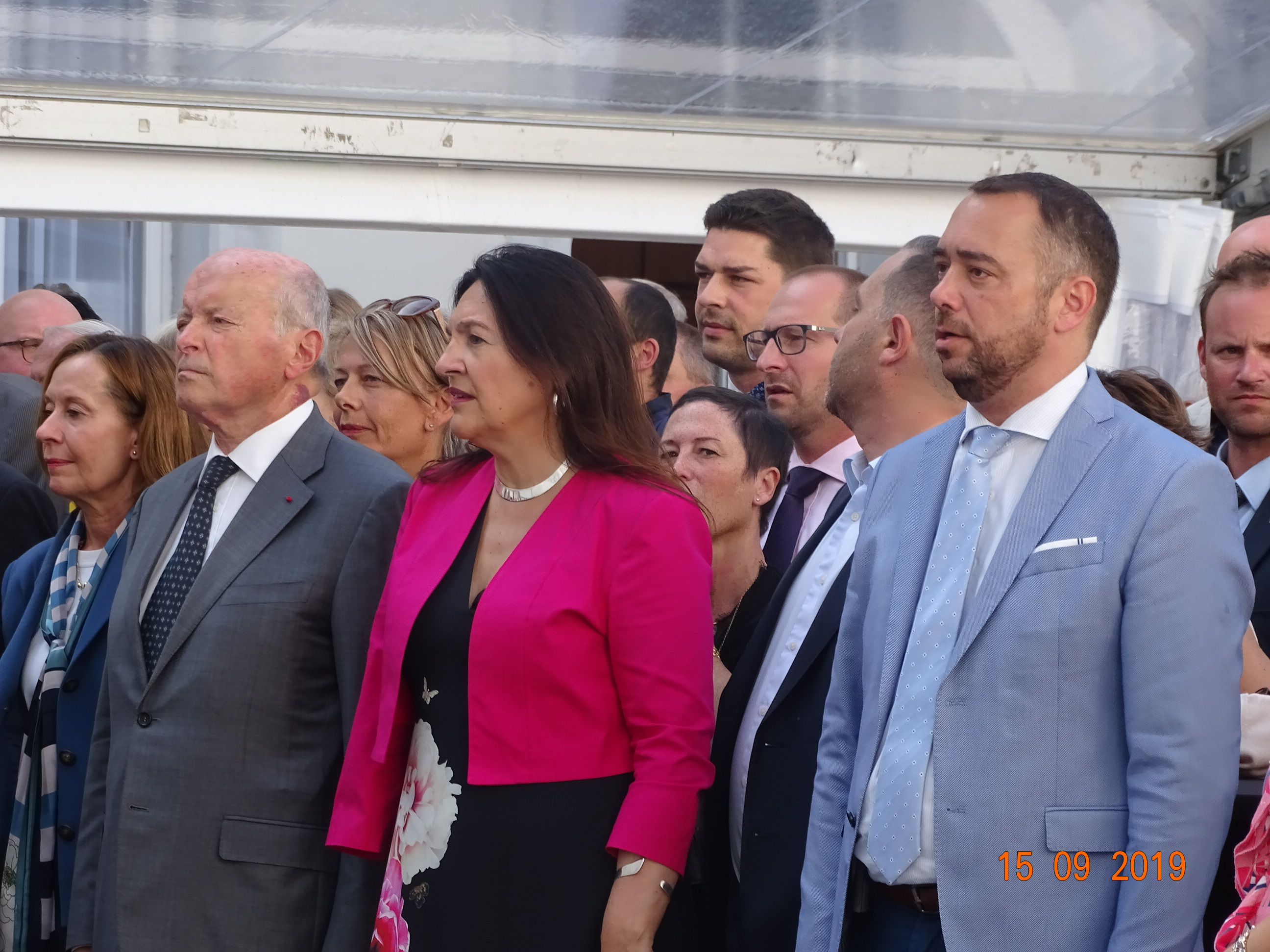
Marie-Christine Marghem alla Festa della Regione Vallonia nel 2019.

Nelle elezioni federali del 25 maggio 2014, ha corso per l'Hainaut ed è stata eletta con più di 21.000 voti di preferenza. L'11 ottobre 2014 ha prestato giuramento davanti a Re Filippo come Ministro dell'Energia, dell'Ambiente e dello Sviluppo Sostenibile nel governo Michel. Deve gestire il delicato problema della transizione energetica. È anche ministro responsabile per l'Istituto federale per lo sviluppo sostenibile.

## Critiche
Nel maggio 2015 ha ricevuto molte critiche per aver nascosto per settimane al consiglio la riapertura della centrale nucleare di Doel.

## Vita privata
Marghem è la partner del direttore d'orchestra, educatore musicale e sassofonista Norbert Nozy.